# Vagina Museum
Ne doit pas être confondu avec Vaginamuseum.
Le Vagina Museum est le premier musée au monde consacré à l'appareil génital féminin,. Le musée a ouvert en octobre 2019 dans le quartier de Camden Market, à Londres, au Royaume-Uni,. Sa première exposition est inaugurée le 16 novembre 2019,.

## Description
Le Vagina Museum est fondé en réponse à un manque de représentation gynécologique dans le secteur de la culture et du patrimoine à travers le monde.
Sa mission est de:
- Diffuser les connaissances et sensibiliser à l'anatomie gynécologique et à la santé
- Donner confiance aux femmes pour parler des problèmes liés à l'anatomie gynécologique
- Effacer la stigmatisation autour du corps féminin et de l'anatomie gynécologique
- Agir en tant que forum pour le féminisme, les droits des femmes, la communauté LGBT + et la communauté intersexe
- Contester les comportements hétéronormatifs et cisnormatifs
- Promouvoir des valeurs intersectionnelles, féministes et trans-inclusives.

Le musée accueille deux expositions temporaires par an qui explorent des sujets relatifs à la santé gynécologique, l'histoire sociale, l'activisme, ainsi qu'un programme d'événements avec des conférences, des ateliers et des performances artistiques telles que des comédies ou des représentations théâtrales.

## Histoire
Le projet de création du Vagina Museum a été lancé par Florence Schechter, lorsque celle-ci découvre qu'il existe un musée du pénis en Islande, le musée phallologique islandais, mais qu'il n'y a pas d'équivalent pour le vagin ou la vulve,.

### 2017-2018
Le premier événement du Musée, une collecte de fonds sous forme d'un spectacle comique, a lieu le 19 mai 2017,,. Ce spectacle est suivi d'autres évènements tels qu'une résidence artistique avec le groupe Superculture du The Mothership Group. Cette collaboration inclut une conférence intitulée Vulvanomics par Emma L. E. Rees (en), autrice de The Vagina: A Literary and Cultural History, et une projection du film Teeth, qui met en scène le mythe du vagina dentata, le vagin denté, suivie d'une discussion avec Amanda DiGioia, l'autrice de Childbirth and Parenting in Horror Texts: The Marginalized and the Monstrous,. Des événements au Limmud (en) Festival 2017 et à la Royal Institution sont également organisés.
Le musée présente sa première exposition en août 2017 à Édimbourg, en Écosse. Sa deuxième exposition pop-up, Is Your Vagina Normal?, voyage à travers le Royaume-Uni s'arrétant par exemple à Ancient House, Thetford, au Brainchild Festival 2018, au SQIFF 2018  et à la Museums Association Conference 2018.
Aux Women of the Future Awards 2017, Florence Schechter est distinguée dans la catégorie arts et culture pour son travail avec le Vagina Museum.
Le musée permanent propose des expositions sur l'anatomie gynécologique de la science à l'art en passant par la culture,,. Le musée est trans-inclusif.

### 2019
Le 21 mars 2019, le Vagina Museum lance une campagne de financement participatif afin d'ouvrir un musée à Camden Market,,,.
La campagne permet de lever 48 945 £ et en octobre 2019, le musée emménage dans le marché des écuries de Camden, et lance son programme d'événements. Le musée ouvre sa première exposition, Muff Busters: mythes sur le vagin et comment les combattre, en novembre 2019. Cette exposition se termine le 29 mars 2020.

## Voir également